# Robert Van Kerkhoven
Robert Van Kerkhoven (Molenbeek-Saint-Jean, 1924. október 1. – 2017. június 18.) belga válogatott labdarúgó-középpályás.
A belga válogatott tagjaként részt vett az 1954-es labdarúgó-világbajnokságon.